# L'uomo difficile
L'uomo difficile (Der Schwierige) è una commedia del 1921 del poeta, librettista e drammaturgo austriaco Hugo von Hofmannsthal (1874-1929).

## Trama
Primo Atto: l'azione si svolge nello studio di Hans Karl Bühl, un facoltoso scapolo di mezza età dell'aristocrazia viennese. Sullo sfondo la prima guerra mondiale, dalla quale Hans Karl è appena rientrato in licenza. L'esperienza drammatica di trincea ha acuito la sua sensibilità e l'avversione per ogni giudizio affrettato. Il suo "difficile" rapporto con l'azione e con la parola offre agli altri personaggi il destro per caricarlo di intenzioni che non sono le sue. Le visite si avvicendano: la sorella Crescence vorrebbe vederlo finalmente sposato e sistemato, ma Hans Karl ha sempre eluso tutti i tentativi di combinargli un matrimonio; allo stesso tempo chiede al fratello di mandare all'aria la recente relazione del figlio di lei, Stani, con Antoinette, ultimo flirt di Hans Karl. Il marito di Antoinette chiede a Hans Karl, divenuto nei mesi di guerra suo sincero amico, che lo aiuti a riconquistare la moglie. Si presenta anche la cameriera di Antoinette, con numerosi messaggi per il suo ex-amante. E ancora la visita inaspettata e sgradevole del giovane Neuhoff, che parla ad Hans Karl della cugina Helene Altenwyl, poiché ritiene - giustamente - di avere in lui un rivale in amore. Di nuovo Crescence, che gli chiede di aiutarla a combinare il matrimonio tra Helene e Stani.
Il secondo atto si svolge a casa Altenwyl, dove è in corso un ricevimento. Hans Karl cerca di assolvere le varie richieste che gli sono state avanzate nell'atto precedente, ma senza molto successo. Diventa chiaro che Helene ricambia il suo amore, ed egli le si dichiara quasi per sbaglio. Dopodiché fugge. Crescence, che ha colto qualche parola di sfuggita e nota l'emozione di Helene, equivoca, ed è sicura che Hans Karl abbia finalmente sistemato tutto.
Il terzo atto si svolge nell'ingresso di casa Altenwyl. I personaggi presenti al ricevimento si incontrano, si inseguono, entrano, escono in continuazione. Hans Karl ritorna ed incontra Helene in procinto di uscire per cercarlo. In un dialogo di grande intimità e tensione drammatica, Helene gli si dichiara e gli propone di sposarla.

## Osservazioni
Questa commedia è l'unica opera, insieme con L'incorruttibile (1923), che Hofmannsthal abbia ambientato nel mondo a lui contemporaneo. Ha un impianto classico, da commedia degli equivoci, ma i temi che tratta appartengono pienamente a problematiche novecentesche, quali la capacità del linguaggio di rispecchiare e dirigere la realtà, l'intenzionalità, i rapporti sociali come gioco e la vita come teatro.
La commedia trova il suo humor negli equivoci e nei fraintendimenti, causati dai ruoli che i vari personaggi si trovano ad interpretare. Hans Karl si trova a disagio nel meccanismo sociale e tenta di rimanerne fuori; ogniqualvolta prova ad inserirsi nel gioco, per venire incontro alle richieste che gli vengono avanzate in continuazione, non è in grado di "giocare" secondo le regole e suo malgrado crea fratture, equivoci e confusione. Il testo è impregnato della metafora del gioco: per tutto il ricevimento molti personaggi giocano a carte e Antoinette gioca con i vari uomini, Stani, il marito, Neuhoff. Tenta anche di giocare con Hans Karl, ma questo non le risponde mai in modo adeguato alle aspettative.
L'altro tema preponderante è quello dell'intenzionalità. Hans Karl non è affatto convinto che sia possibile far corrispondere un'azione ad un'intenzione, e lo svolgimento del dramma gli dà ragione. Tutte le azioni intraprese con una certa intenzione vengono sviate dalla complessità del reale e dei rapporti umani, andando così a finire in un modo che nessuno può prevedere. Il testo è pieno di progetti, e nemmeno uno va a buon fine. La vittoria finale di Hans Karl si verifica perché egli è un uomo "senza intenzioni", che non cerca di manovrare altre persone per i propri scopi.